# محله مسیحیان (اورشلیم)

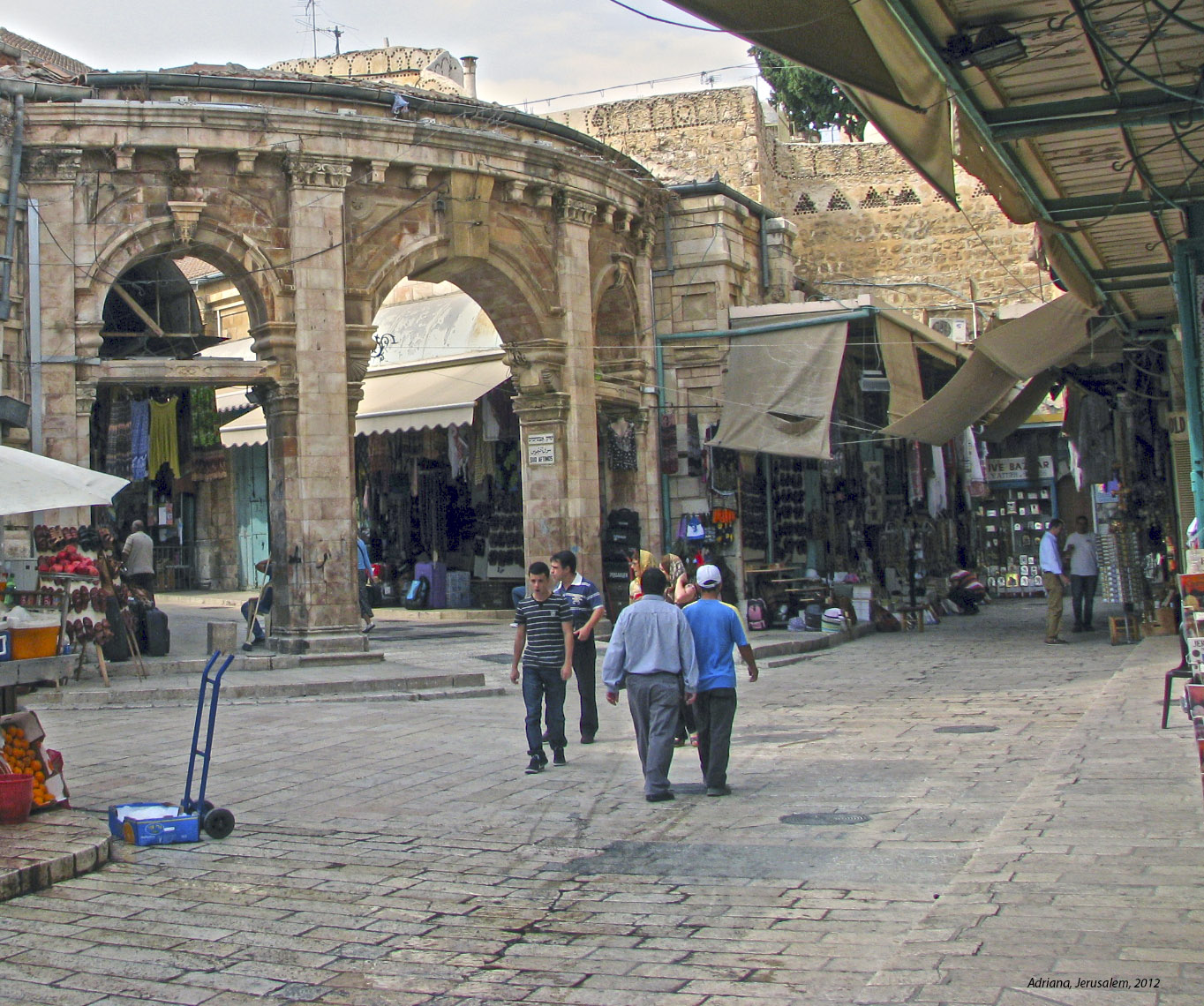
Christian quarter

حاره النصارا (عربی: حارة النصاری) یکی از چهار محلهٔ بزرگ قدس شرقی و واقع در حصار شهر قدس است. این محله از قسمت شمال غربی شهر قدیم تا باب‌الخلیل امتداد دارد. این محله ۴۰ مکان مقدس مسیحیان را در خود جای داده است که کلیسای قیامت یکی از این اماکن است.